# 竹沢尚一郎
竹沢 尚一郎（たけざわ しょういちろう、1951年9月 - ）は、日本の文化人類学者、国立民族学博物館名誉教授・総合研究大学院大学名誉教授。専攻は人類学、西アフリカ研究、社会史、文化史、物質文化研究。

## 来歴・人物
福井県生まれ。1976年、東京大学文学部哲学科卒。1985年、フランス社会科学高等研究院で社会人類学の博士学位を取得。九州大学文学部助教授、1998年、教授、2001年、国立民族学博物館教授。その後は先端人類科学研究部教授を経て、2017年定年退職、同名誉教授。

## 著書
- 象徴と権力 儀礼の一般理論 勁草書房 1987.7
- 宗教という技法 物語論的アプローチ 勁草書房 1992.12
- 共生の技法 宗教・ボランティア・共同体 海鳥社 1997.7
- 表象の植民地帝国 近代フランスと人文諸科学 世界思想社 2001.12
- 人類学的思考の歴史 世界思想社 2007.6
- サバンナの河の民 記憶と語りのエスノグラフィ 世界思想社 2008.12
- 社会とは何か システムからプロセスへ 中公新書 2010、電子出版 2013
- 被災後を生きる - 吉里吉里・大槌・釜石奮闘記 中央公論新社 2013.1
- 西アフリカの王国を掘る　文化人類学から考古学へ 臨川書店 2014.8
- 原発事故避難者はどう生きてきたか 被傷性の人類学 東信堂 2022.2.
- ホモ・サピエンスの宗教史 - 宗教は人類になにをもたらしたのか 中公選書 2023.10

### 外国語著作
- The Aftermath of the East Japan Earthquake and Tsunami: Living among the Rubble, Lexington Books 2016.
- Sur la trace des grands empires: Recherches archéologiques au Mali, avec Mamadou Cissse, L’Harmattan, 2017. 共編著

## 共著編
- アジアの社会と近代化 日本・タイ・ベトナム 日本エディタースクール出版部 1998.10
- 宗教とモダニティ 世界思想社 2006.3
- 社会学のエッセンス 世の中のしくみを見ぬく 友枝敏雄,正村俊之,坂本佳鶴惠共著 新版 有斐閣 2007.11
- サハラ以南アフリカ 福井勝義,宮脇幸生共編 明石書店 2008.3
- 宗教とファシズム 水声社 2010.7
- 移民のヨーロッパ 国際比較の視点から 明石書店 2011.3
- ミュージアムと負の記憶―戦争・公害・疾病・災害:人類の負の記憶をどう展示するか 東信堂 2015.11

## 翻訳
- 国家なき全体主義 権力とイデオロギーの基礎理論 マルク・オジェ 勁草書房 1995.3
- 水の神 ドゴン族の神話的世界 マルセル・グリオール 坂井信三共訳 せりか書房 1997.5
- 人類学の再構築―人間社会とはなにか モーリス・ゴドリエ　桑原知子共訳 明石書店、2011